# Уильямс, Марк (футболист)
Марк Уи́льямс (англ. Mark Williams; 11 августа 1966) — южноафриканский футболист.

## Карьера

### Клубная
Выступал за карьеру за многие клубы из Англии, Бразилии, Бельгии, Китая.

### В сборной
За сборную страны провёл 23 матча, забил 8 голов. Выступая в Кубке африканских наций 1996 года стал одним из лучших футболистов, забив 4 мяча. Стал автором обоих мячей сборной ЮАР в финале Кубка, в котором она победила сборную Туниса со счётом 2:0. По итогам турнира вошёл в символическую сборную.

### Статистика выступлений за национальную сборную
| Год   | Игры | Голы |
| ----- | ---- | ---- |
| 1992  | 2    | 0    |
| 1993  | 1    | 0    |
| 1994  | 2    | 0    |
| 1995  | 3    | 2    |
| 1996  | 8    | 5    |
| 1997  | 7    | 1    |
| Всего | 23   | 8    |

С 2006 года выступал за сборную ЮАР по пляжному футболу.

## Достижения

### Клубные
Цяньвэй Хуаньдао
- Кубок Китайской футбольной ассоциации: 2000

Шанхай Чжунъюянь Хуэйли
- Китайская Лига Цзя Б: 2001

Циндао Хадэмэнь
- Кубок Китайской футбольной ассоциации: 2002

### Международные
Сборная ЮАР
- Кубок Африканских наций: 1996